# The Balcony
The Balcony es el álbum de estudio del grupo de indie rock de Gales Catfish and the Bottlemen. Fue lanzado el 15 de septiembre de 2014 en el Reino Unido y el 15 de enero de 2015 en los Estados Unidos. El 20 de marzo de 2015, "The Balcony" recibió una certificación Gold de la Industria Fonográfica Británica. La portada del álbum describe los contornos de dos personas sin cabeza que se complacen mutuamente en los genitales. La ilustración es por el artista de Nueva York "Tim Lahan" quién lo fijó originalmente a su cuenta de Flickr en 2009 y fue puesto en contacto con posterioridad por la banda.
"The Balcony" ha sido nominado para el premio de la música de galés 2014-15. Se informó de que "The Balcony" había vendido 250.000 copias. En los Estados Unidos, el álbum ha vendido 37.000 copias a partir de abril de 2016.

## Canciones
Letras escritas por Van McCann y la música por la banda Catfish and the Bottlemen

| N.º | Título       | Duración |  |
| 1.  | «Homesick»   | 2:28     |  |
| 2.  | «Kathleen»   | 2:41     |  |
| 3.  | «Cocoon»     | 3:57     |  |
| 4.  | «Fallout»    | 3:30     |  |
| 5.  | «Pacifier»   | 3:58     |  |
| 6.  | «Hourglass»  | 2:18     |  |
| 7.  | «Business»   | 3:42     |  |
| 8.  | «26»         | 3:39     |  |
| 9.  | «Rango»      | 2:58     |  |
| 10. | «Sidewinder» | 3:27     |  |
| 11. | «Tyrants»    | 4:39     |  |

## Trivia
An edited version of their song "Cocoon" was featured in the EA Sports game, FIFA 15, as a part of the game's soundtrack.

## Personal
- Van McCann – Vocalista y guitarrista
- Billy Bibby – Vocalista y segunda voz
- Benji Blakeway – bajo
- Bob Hall – batería
- Producido por Jim Abbiss
- Ingeniero y editor Ian Dowling

## Posicionamiento
| Listas (2014)                           | Posición |
| --------------------------------------- | -------- |
| Australian Albums (ARIA)                | 51       |
| Reino Unido (UK Albums Chart)           | 10       |
| Estados Unidos (Billboard 200)          | 121      |
| Estados Unidos (Independent Albums)     | 8        |
| Estados Unidos (Top Alternative Albums) | 9        |
| Estados Unidos (Top Rock Albums)        | 13       |